# 風の奏の君へ
『風の奏の君へ』（かぜのかなでのきみへ）は、2024年6月7日に公開された日本の映画。監督・脚本は大谷健太郎、主演は松下奈緒。あさのあつこの小説『透き通った風が吹いて』を原案とする。

## 制作背景
本作の舞台となるのは原案となる小説を著したあさの故郷である岡山県美作市。美作市の存在はあさのの執筆のベースに元々あったというが、実際に表舞台に登場したのは初めてだという。この小説を書いた理由として、あさのと同じく美作市で育った映画監督から「美作市を舞台にしたあさのさんの小説を映画化したい」との申し出があったからだとした上で「故郷は暮らすための場所であって、興味を持つ場所ではなかったが、小説を書くにあたって初めて書く側に立って故郷を見つめた」と振り返っている。そうすることで見えてきたのが故郷の美しい自然と、美作に留まることへの足掻きを抱いていた10代の頃の気持ちであったといい「当時は言葉を持っていなかったが、今なら彼らの焦燥や迷い、躊躇いなどを書くことができる」と述懐している。その後、大谷の「美作の小説と映画を全国に」という構想に美作市が協力した上で製作委員会が実現し、ピアニストと茶葉屋を営む兄弟を巡る物語という形で、2022年4月に海田地区や山外野地区を中心に撮影が行われた。

## キャスト
- 青江里香：松下奈緒
- 真中渓哉：杉野遥亮[2]
- 真中淳也：山村隆太（flumpool）[2][5]
- 実紀：西山潤[1]
- 栄美：泉川実穂[1]
- 藤井：たける（東京ホテイソン）[1]
- 初枝：池上季実子[1][6]

## スタッフ
- 原案：あさのあつこ『透き通った風が吹いて』（文春文庫）
- 監督・脚本：大谷健太郎
- 主題歌：flumpool「いきづく feat. Nao Matsushita」（A-Sketch）[7]
- オープニングテーマ：「小さな奇跡 〜Un petit miracle〜」（作曲：松下奈緒 / ソニー・ミュージックレーベルズ）
- エンディングテーマ：「風の奏」（作曲：松下奈緒 / ソニー・ミュージックレーベルズ）
- エグゼクティブプロデューサー：大和田廣樹、King-Guu、亀山暢央
- プロデューサー：松井和彦
- ラインプロデューサー：梶川信幸
- 音楽：上田禎
- 撮影：藤本秀雄
- 照明：佐藤俊介
- 美術：寺尾淳
- 録音：清水雄一郎
- 編集：相羽千尋
- 助監督：副島正寛
- ヘアメイク：長野一浩、山科美佳（松下奈緒担当）
- 衣装：宮本まさ江
- スタイリスト：大沼こずえ（松下奈緒担当）
- 制作担当：木村利明
- 脚本協力：市川榮里
- 協賛：日本航空
- 企業版ふるさと納税：伊賀産業、セリオ、VENE BASE、ネプラ、フォールテック 他
- 事業協力：美作市、津山市、岡山県フィルムコミッション協議会、みまさかフィルム・コミッション、みまさか創生映画実行委員会、津山文化振興財団、津山市観光協会、津山街デザイン創造研究所、津山国際環境映画祭実行委員会
- 企画協力：文藝春秋
- 配給：イオンエンターテイメント
- 宣伝：ナカチカピクチャーズ
- 制作プロダクション：TBSスパークル
- 製作：「風の奏の君へ」製作委員会